# Мясковский, Каспер
Каспер Мяско́вский (пол. Kasper Miaskowski; 1549, Смогожево — 22 апреля 1622, там же) — польский поэт из Равской земли.
Тип шляхтича-домоседа, преданного сельской жизни, горячий католик и консерватор.
Когда при Сигизмунде III борьба партий дошла до открытой междоусобной войны, известной как рокош Зебжидовского, и на одной стороне стали прогрессисты, преимущественно протестанты, на другой — король, поддерживаемый иезуитами и реакцией, Мясковский громил рокошан в своих стихах («Dyalog о zjezdzie Jędrzejowskim»).
Лучшими произведениями Мясковского считаются его религиозные песни и «Waleta włoszczonowska».